# Maiol I di Narbona
Maiol o Maiolo, Maiol anche in catalano e in spagnolo (IX secolo – 911 circa), è stato un nobile franco, visconte di Narbona dall'878 fino alla sua morte.

## Origine
Maiol era un nobile franco, che, secondo la Gran enciclopèdia catalana - vescomtat de Narbona era figlio del Visconte di Narbona, Franco I e della moglie di cui non si conoscono né il nome né gli ascendenti.

 Di Franco I di Narbona non si conoscono gli ascendenti.

## Biografia
Di Maiol si hanno poche notizie.

La penisola iberica con a nord la marca di Spagna e Tolosa verso la metà del IX secolo

Maiol viene citato come visconte di Narbona, nella Gran enciclopèdia catalana - vescomtat de Narbona, come successore di Lindoi.
Secondo Jacqueline Caille, nel suo Vicomtes et vicomté de Narbonne, Des origines au début du xiiie siècle, a Lindoi, nell'878, succedette Alberico I.

Lindoi secondo la Gran enciclopèdia catalana - Lindoí, nell'878, insieme al conte di Rossiglione e di Conflent, Miró I, era insorto contro il  marchese di Settimania (o di Gotia), Bernardo di Gotia, che, nell'877, si era ribellato contro l'imperatore Carlo il Calvo, assieme a Bosone I di Provenza, Bernardo Piede di Velluto conte di Tolosa ed Alvernia e Ugo l'abate marchese di Neustria, non inviando in Italia le truppe richieste, e aveva continuato la ribellione contro il successore di Carlo sul trono dei Franchi occidentali, il figlio Ludovico il Balbo. Bernardo di Gotia devastò la viscontea di Narbona e la contea di Rossiglione espulse e sostituì il clero dalla diocesi di Narbona.
Anche se, in accordo col papa Giovanni VIII fu convocato un concilio a Troyes, che decretò, l'11 settembre 878 la deposizione di Bernardo di Gotia, a Lindoi, verso l'878, succedette il visconte Maiol, come Maiol I, come viene riportato nella Gran enciclopèdia catalana - vescomtat de Narbona, oppure Alberico I, come sostiene Jacqueline Caille.
Comunque Maiol lo troviamo citato come visconte di Narbona nella Histoire générale de Languedoc avec notes et pièces justificatives, Volume 3. 

Anche Jacqueline Caille, nel suo Vicomtes et vicomté de Narbonne, Des origines au début du xiiie siècle, cita Maiol I, visconte di Narbona succeduto ad Alberico I.
Non si conosce l'anno esatto della morte di Maiol, comunque secondo il documento n° CLIX della Histoire générale de Languedoc : T. 2, datato 911, il figlio Alberico, nel 911 era Visconte di Narbona (Albericho vicecomite), assieme al fratello Gualtiero (nomine Walchario) mentre i genitori, Maiol e Raimonda (infantes Majolo vicecomite et uxori suæ Raymundæ) erano già deceduti.

## Discendenza
Maiol aveva sposato Raimonda, che secondo lo storico francese specializzato nella genealogia dei personaggi dell’Antichità e dell'Alto Medioevo, Christian Settipani, era figlia del conte di Quercy, conte di Tolosa e conte di Rouergue, Raimondo I di Tolosa.

Maiol da Raimonda ebbe due figli:
- Alberico, Visconte di Narbona[1] e poi Conte di Mâcon, vome conferma il Cartulaire de Saint-Vincent de Mâcon[10]
- Gualtiero († prima del 919)[8].

### Fonti primarie
- (LA)  Histoire générale de Languedoc : T. 2.
- (FR)  #ES Histoire générale de Languedoc avec notes et pièces justificatives, Volume 3.
- (LA)  Rerum Gallicarum et Francicarum Scriptores, Tomus IX.
- (LA)  Annales Bertiniani.
- (LA)  Cartulaire de Saint-Vincent de Mâcon, connu sous le nom de "Livre enchaîné".

### Letteratura storiografica
- (LA)  (FR)  Jacqueline Caille. Vicomtes et vicomté de Narbonne, Des origines au début du xiiie siècle.